# Joachim Sebastiano Valdez
Pour les articles homonymes, voir Valdez.
Joachim Sebastiano Valdez, nom de plume de Jaky Monteillard, né le 10 octobre 1946 à Lyon  et mort le 16 septembre 2010 à Cavaillon, est un écrivain français.

## Œuvre

### Romans

#### SérieClara Wyler
- Trente loups gris, Marseille, L'Écailler du sud, coll. « L'écailler du Sud » no 14, 2001  (ISBN 2-914264-16-X)
- Meurtre d'une milliardaire suisse, Marseille, L'Écailler du sud, coll. « L'écailler du Sud » no 55, 2005  (ISBN 2-914264-78-X)

#### SérieTupac Hualpa, enquêteur de l'Empire Inca
- Celui qui sait lire le sang, Marseille, L'Écailler du sud, coll. « L'écailler du Sud » no 33, 2003  (ISBN 2-914264-43-7) ; réédition, Paris, Gallimard, coll. « Folio policier » no 492, 2007  (ISBN 978-2-07-034090-3)
- Puma qui sommeille, Marseille, L'Écailler du sud, coll. « L'écailler du Sud » no 103, 2008  (ISBN 978-2-35299-022-2) ; réédition, Paris, Gallimard, coll. « Folio policier » no 573, 2010  (ISBN 978-2-07-036118-2)

#### Autres romans
- Esmeralda one, Éditions Ligne continue, 2010  (ISBN 978-2-918284-07-9)
- Les Larmes des innocentes, Paris, Gallimard, coll. « Folio policier » no 640, 2011  (ISBN 978-2-07-044313-0)

### Roman signé Jaky Monteillard
- Un hiver de notre histoire, Paris, Presses de la Renaissance, 1983  (ISBN 2-85616-266-5)